# 티어가르텐 (공원)

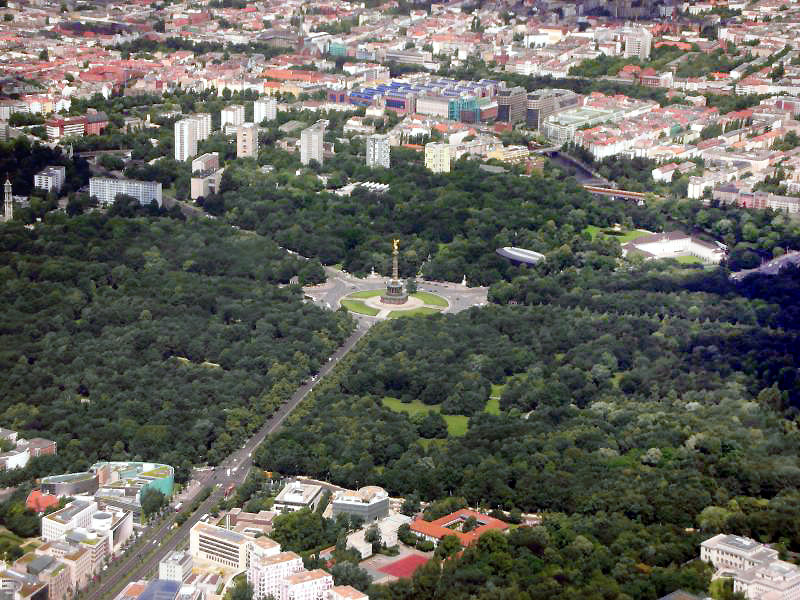
티어가르텐

티어가르텐(독일어: Großer Tiergarten)은 독일 베를린 중심부 미테 지구의 티어가르텐 지역에 위치한 광대한 공원이다.
단순히 티어가르텐이라는 경우에는 이 티어가르텐을 가리키는 경우가 많은데, 같은 미테 지역의 모아비트 지역에도 티어가르텐이라는 이름의 공원이 있기 때문에 구분하기 위해서 크다는 뜻의 그로서를 앞에 붙여 말하며, 모아비트의 공원은 작다는 뜻의 클라이너를 붙여 말한다.
총 면적은 210 헥타르이다.
중심부에 전승기념탑이 건립되어 있으며, 6월 17일 거리가 지난다. 남서쪽에는 베를린 동물원, 동쪽에 브란덴부르크 문이 있다.